# Исфахан
Исфахан е град в Иран. Административен център е на едноименна провиниция. Отстои на 440 км южно от столицата Техеран. Исфахан е третият по големина град в Иран след Техеран и Мешхед. Градът е бил столица на Персийската империя по времето на династията на Сефевидите между XVI и XVIII век, от 1598 до 1736 г. Исфахан се намира в плодородната долина на река Заяндеруд, в подножието на планината Загрос, на надморска височина от 1574 м. Исфахан се пресича от важните търговски пътища, свързвали някога Китай с Османската империя и Персийския залив с Русия. Градът е на 2500 години и в него се намират историческите персийски градини и някои от най-големите забележителности в Иран. Особено отличителни са Чахар Бак, Петъчната джамия, Имамската джамия, Шейх Лотфула. През XI век в Исфахан е живял и работил известният философ и лекар Авицена.
В арменската част интересни са катедралата Ванк, Витлеемската църква и покрития пазар Кесария. Други забележителности в града са площадът на Имамите, високата порта Али Капу, дворци, мостове, Цветната градина на Мартир, гробището за войниците, загинали във войната с Ирак. Климатът в тази част от страната е полупустинен и се характеризира с голям период на суша, продължаваща от април до септември.

## Побратимени градове
- Барселона, Испания от 2000 г.

## Галерия
- Арменската църква в града
- Геометричен надпис oт Имамската (Шахска) джамия
- Детайл от моста Хаджу
- Исфахански търговец на килими.